# Vernonia borinquensis
Vernonia borinquensis là một loài thực vật có hoa trong họ Cúc. Loài này được Urb. miêu tả khoa học đầu tiên năm 1903.